# بخش تاونسند (شهرستان ساندوسکی، اوهایو)
بخش تاونسند (به انگلیسی: Townsend Township) یک منطقهٔ مسکونی در ایالات متحده آمریکا است که در شهرستان ساندوسکای، اوهایو واقع شده‌است.
 بخش تاونسند ۸۷٫۶ کیلومتر مربع مساحت و ۱٬۶۷۰ نفر جمعیت دارد و ۱۸۴ متر بالاتر از سطح دریا واقع شده‌است.